# True20
True20 è un gioco di ruolo generico e universale pubblicato dalla Green Ronin Publishing, scritto inizialmente da Steve Kenson e John Snead. Il True20 venne 'estratto' come regolamento generico dal gioco fantasy Blue Rose a partire dal regolamento che Kenson e Jeremy Crawford avevano sviluppato proprio per Blue Rose e successivamente pubblicato come regolamento universale. Il gioco è stato tradotto in italiano dalla Wyrd Edizioni, che ha pubblicato il manuale base, la Guida dei Guerrieri, la Guida degli Adepti, la Guida degli Esperti e sta pubblicando il Bestiario.

## Sistema di gioco
True20 è stato pubblicato con la licenza Open Gaming License, è un derivato del regolamento Blue Rose a sua volta derivato dal d20 System della Wizards of the Coast. Il nome deriva dal fatto che questo sistema usa unicamente un dado a 20 facce, a differenza del d20 System che usa anche dadi di altri tipi. Le differenze dal tradizionale d20 sono molte, ma il True20 conserva un ottimo grado di compatibilità con il suo genitore.
Le differenze principali sono:
- Ci sono "solo" tre classi di base, chiamate "Ruoli": il Guerriero, l'Adepto e l'Esperto. Ciascuna di queste può essere facilmente modificata ed adattata senza alcuno sforzo da parte del master o dei giocatori per creare esattamente il personaggio desiderato: nessun limite quindi, se volete un Nobile, un Berserker, uno Sciamano ecc.
- Un singolo dado a 20 facce è usato per ogni azione, anche per i danni: eliminati quindi tutti gli altri tipi di dado a 4, 6, 8 o più facce, rendendo più pulito e coerente il sistema.
- Le caratteristiche sono indicate con i semplici modificatori (+1, +2, ecc.) invece di un valore astratto fra 3 e 18 (che nel d20 System viene poi comunque ri-convertito nel modificatore, che sarà quello che viene usato comunemente nelle varie parti del gioco).
- Non ci sono abilità di classe o fuori classe, così come non ci sono abilità negate ad un Ruolo particolare: i giocatori possono scegliere le abilità che ritengono più adatte al proprio personaggio.
- I personaggi guadagnano dei talenti ad ogni avanzamento di livello.
- Le magie, così come i poteri clericali sono trattati come talenti, e non hanno più la classificazione in livelli. Un mago più potente semplicemente può lanciare versioni più potenti della magia che conosce, oppure ha maggiori possibilità di riuscire in una magia complessa, o di stancarsi meno.
- Al posto dei classici punti ferita, i personaggi subiscono ferite, di diverse gravità, oltre che condizioni speciali di danno.
- Al posto dei classici punti esperienza, i personaggi crescono di livello a discrezione del Narratore, solitamente dopo un numero variabile di sessioni, o dopo aver concluso una parte importante della storia.
- La meccanica degli attacchi di opportunità è del tutto assente.

## Ambientazioni
Per quanto sia presentato come un gioco di ruolo generico, il manuale base inglese True20 Adventure Roleplaying includeva in passato quattro ambientazioni per cominciare subito a giocare o come spunto per creare il proprio gioco:
- Caliphate Nights ("Notti del Califfato"), una versione fantastica dell'età dell'oro dell'Islam, nell'800 d.C. circa. Una versione ampliata di questa ambientazione, pubblicata come volume brossurato a colori, è stata presentata all'Origins 2006.
- Lux Aeternum ("Luce Eterna") un'ambientazione space opera utile per rappresentare la fantascienza non troppo tecnica e realistica, ma più avventurosa e fantastica, come i film di Star Wars o la serie di Firefly / Serenity.
- Mecha vs. Kaiju ("Mecha contro mostri giapponesi", è l'ambientazione che tira in ballo robot giganti impegnati a difendere il Giappone dai soliti mostri giganti godzilleschi.
- Borrowed Time ("Tempo in prestito"), introduce una particolare ambientazione a base di kung fu e sparatorie tanto care al regista John Woo, con talenti che riproducono effetti alla Matrix, nella quale i giocatori vengono a conoscenza di cospirazioni volte a sottrarre tempo alla Terra per i propri scopi.

Le ambientazioni sono poi state sostituite dai generi nella seconda edizione, sia in originale che in italiano.

### Altre ambientazioni
Al manuale base seguì il True20 Worlds of Adventure, che includeva cinque nuove ambientazioni:
- Agents of Oblivion ("Gli agenti di Oblivion")
- Blood Throne ("Il trono insanguinato").
- Land of the Crane ("Le landa della Gru"), un'ambientazione orientale fantasy che ricorda il Giappone medievale, con samurai, bonzi e ninja.
- Nevermore, un'ambientazione fantastica e onirica, nella quale i personaggi possono entrare in una landa che cambia continuamente, ed hanno su di essa grandi poteri per mutare gli eventi e in generale tutto ciò che li circonda.
- Razor in the Apple, ("Il Rasoio nella Mela"), un'ambientazione horror nella quale i protagonisti sono bambini costretti ad affrontare mostri che si annidano ovunque, senza poter contare in alcun modo sul supporto degli adulti. Questa ambientazione è ispirata da film quali The Goonies.
- La Notte Eterna, ambientazione gothic-fantasy prodotta in Italia dello scrittore J.R. Forbus, pubblicata in Italia per la prima volta da Wyrd Edizioni, e in seguito dalla casa editrice indipendente Ali Ribelli Edizioni.

## Storia
True20 è il sistema di base che fu generato dal gioco base Blue Rose, sempre della Green Ronin. Blue Rose ha vinto la Medaglia d'argento per il miglior regolamento di gioco di ruolo al Gen Con ENWorld nel 2005. Attualmente Blue Rose è diventato un'ambientazione separata, staccandosi dal sistema al quale diede vita, e acquisendo il nuovo sistema di Green Ronin, l'AGE SYSTEM.